# Saint-Leu-d’Esserent
Saint-Leu-d’Esserent – miejscowość i gmina we Francji, w regionie Hauts-de-France, w departamencie Oise.
Według danych na rok 1990 gminę zamieszkiwało 4288 osób, a gęstość zaludnienia wynosiła 328 osób/km² (wśród 2293 gmin Pikardii Saint-Leu-d’Esserent plasuje się na 44. miejscu pod względem liczby ludności, natomiast pod względem powierzchni na miejscu 269.).